# Städtebauliche Entwicklungsmaßnahmen in München
Die städtebauliche Entwicklungsmaßnahme SEM stellt nach §165 Baugesetzbuch ein wirkungsvolles baurechtliches Instrument zur Baurechtschaffung für Gemeinden dar. In München wurde dieses seit 1990 zuerst für brach liegende Kasernenflächen genutzt. Im Folgenden werden aktuelle Entwicklungsmaßnahmen der letzten gut 10 Jahre vorgestellt.

## Städtebauliche Entwicklungsmaßnahme München Nord
Der Münchner Stadtrat hat am 22. Juli 2020 die „Einleitung einer Städtebaulichen Entwicklungsmaßnahme für den Münchner Norden“ beschlossen.
Der erste Anlauf zur SEM 2018 war am Widerstand der Grundstückseigentümer gescheitert, so dass Oberbürgermeister Dieter Reiter (SPD) und der zweite Bürgermeister Josef Schmid (CSU) die erste SEM beendeten. Die Stadtratsfraktionen von B90/Grüne und SPD einigten sich nach der Stadtratswahl 2020 auf einen zweiten Anlauf.
Die geplante Städtebauliche Entwicklungsmaßnahme umfasst etwa 900 Hektar eines weitgehend unbebauten Areals um den Ortskern von Feldmoching. Wie viele Bewohner das neue Siedlungsgebiet im Münchner Norden bewohnen werden, ist noch nicht geklärt. Eine Bebauung dürfte aber nicht vor 2030 starten.
Bei der Ausweisung neuer Wohnbaugebiete setzt die Stadt auf eine Reform der sozialgerechten Bodennutzung (Sobon). Bei privaten Wohnbauprojekten sollen statt bisher 40 nun 50 Prozent des Wohnraums gefördert oder preisgedämpft sein. Zudem soll die Preisbindung künftig per Erbbaurecht auf 80 Jahre festgeschrieben werden. Die Investoren sollen für den Bau von Kitas und Grundschulen statt 100 Euro künftig mindestens 250 Euro pro Quadratmeter bezahlen.
Der Beschluss zur Einleitung der SEM geht einher mit einem Einfrieren der Grundstückspreise. Im Unterschied zum zwischen 2018 und 2020 für Feldmoching angedachten „Kooperativen Stadtentwicklungsmodell“ (Kosmo) sind bei der SEM Enteignungen als Ultima Ratio möglich.
Betroffene Grundstückseigentümer hatten sich in der Initiative „Heimatboden“ zusammengeschlossen und die erste SEM 2018 zu Fall gebracht. Sie protestierten gegen möglichen Enteignungen, die eine SEM im Gegensatz zum Kosmo-Modell nicht ausschließt.

## Städtebauliche Entwicklungsmaßnahme München Nordost
Im Jahr 2008 beschloss der Münchner Stadtrat die Vorbereitung einer SEM auf dem Gelände des Münchner Trabrenn- und Zuchtvereins in Daglfing sowie des westlich anschließenden Gebietes bis zur Bahntrasse. 2011 wurde das Gebiet auf 600 Hektar vergrößert. 2016 präsentiert das Planungsreferat Konzepte für eine Besiedlung mit 30.000 Menschen plus 10.000 Arbeitsplätzen samt Naherholungsflächen mit Badesee. Ende Januar 2020 wurden die Ergebnisse eines Ideenwettbewerbs vorgestellt.
Aus Anwohnern Daglfings formierte sich im Herbst 2018 die Dagegen-Initiative „Bündnis Nordost“, bestehend aus einem Kern von 40 bis 50 Mitgliedern. Die zweite Dagegen-Initiative „Heimatboden“ sammelte etwa 200 Landwirte und Grundstückseigentümer, die sich gegen drohende Enteignungen wehren wollen. Bei der Stadtratswahl 2020 traten die SEM-Gegner mit anderen Initiativen, die Münchens Wachstum bremsen wollen, mit einer eigenen Liste an. Das im Januar 2019 gegründete „Pro-SEM“-Bündnis unterstützt zwar die Pläne der grün-roten Ratshausmehrheit, möchte allerdings einen Bürgerentscheid durchführen.

## Sonstige Pläne für neue Stadtquartiere in München
Ende 2018 verabschiedete der Stadtrat den Bebauungsplan für das Neubaugebiet auf dem Areal der Bayernkaserne. Ein Quartier mit 5500 Wohnungen für 15.000 Menschen soll dort entstehen, dessen Fertigstellung für 2030 vorgesehen ist. Es soll ein dichtes urbanes Quartier entstehen, das sich an Gründerzeitquartieren wie Schwabing und Maxvorstadt orientiert.
In Freiham hingegen, dem neuen Stadtteil im Westen, wird weniger dicht mit einer geringeren Geschossflächenzahl für 25.000 Menschen gebaut. In der Bayernkaserne wird es kein zentrales Einkaufszentrum geben wie in der Messestadt Riem. Ähnlich wie im Domagkpark soll das Innere des neuen Stadtviertels autofrei bleiben. Der Stellplatzschlüssel soll ebenfalls ein geringer sein.